# Peter Skorpik
Peter Skorpik (* 5. Februar 1959 in Linz) ist ein österreichischer Komponist.

## Leben
Peter Skorpik erhielt im Jahr 1967 den ersten Klavierunterricht in Perchtoldsdorf/Niederösterreich. Während seines Privatstudiums in Theorie und Instrumentation in den Jahren von 1973 bis 1989 maturierte er im Jahr 1977 am Bundesrealgymnasium XII Wien.
Nach den Abbruch eines Architekturstudiums an der Technischen Universität Wien studierte er in den Jahren von 1980 bis 1986 Tonsatz sowie Komposition bei Paul Kont.
Im Jahr 1986 legte er beim Österreichischen Rundfunk (ORF) in Wien eine öffentliche Diplomprüfung ab und absolvierte von 1987 bis 1989 ein Ergänzungsstudium in Musikanalyse am Institut für Musikanalyse der Universität für Musik und darstellende Kunst Wien.
Im Jahr 1985 unternahm Skorpik mit dem Wiener Jeunesse-Chor, dessen Vorstandsmitglied er war, an einer Europa- und Japan-Tournee teil. Seit dem Jahr 1985 ist Peter Skorpik als Musiklehrer an der Franz-Schmidt-Musikschule in Perchtoldsdorf tätig. Er ist seit 1987 verheiratet, hat drei Kinder und lebt seit 1989 in Gießhübl/Niederösterreich.

„Um mich von rein intellektualistischen Intentionen etwas zu entfernen, verstehe ich meine Musik als direkten Ausdruck der Gefühle, gewachsen aus der schöpferischen Phantasie des Schaffenden. Diese stark die dramatisch-expressive Komponente betonende Musik bedient sich unter anderem der motivisch-thematischen Durcharbeitung und zeigt überdies eine gewisse Vorliebe für kontrapunktische Techniken und Formen (linear-polyphone Struktur).“

## Auszeichnungen
- 1988: Amt der Oberösterreichischen Landesregierung Förderungspreis[2]
- 1992: Amt der Niederösterreichischen Landesregierung Anerkennungspreis[2]
- 1994: Amt der Niederösterreichischen Landesregierung Förderungspreis[2]

## Werke
- Sonate 1985 – Solo für Klavier (1985)[3]
- Terpsichore – quartett für Glockenspiel, Xylophon, Vibraphon und Marimbaphon (1985)[3]
- La Nobia Barbuda – Bearbeitung des Intermediums von Kaiser Leopold I. nach Texten von Calderón de la Barca (1986)[3]
- Orfeo y Euridice – Bearbeitung des Intermediums von Kaiser Leopold I. nach Texten von Calderón de la Barca (1986)[3]
- Drei Lieder – für vierstimmigen gemischten Chor nach Texten von Anton Wildgans (1986)[3]
- Envol – Duo für Vibraphon und Klavier (1986)[3]
- Der Frohe Tote – Symphonisches Gedicht nach einem Text von Charles Baudelaire (1986)[3]
- Variations-Symphonie – Solo für Klavier mit Orchester (1987)[3]
- Sinfonia – Trio für Flöte, Violine und Viola (1988)[3]
- Quartett für Flöte, Klarinette, Violoncello und Klavier (1991)[3]
- Concerto für Violine, Viola und Streicher (1993)[3]
- ...Wo Eine Wiege Stand – Reminiszenzen für Orchester (1994)[3]
- Marschkerade für symphonisches Blasorchester (1996)[3]